# Playa de Merón (Villaviciosa)
La playa de Merón está situada en la desembocadura del río Merón, entre las parroquias de Argüero y Careñes, a 14 km de Villaviciosa, en el Principado de Asturias. 
La playa está flanqueada por hermosos acantilados e inmersa en plena Costa del Jurásico Asturiano, tiene una longitud de 200 m, accesos rodados y está situada en un entorno rural. está catalogada como LIC.

## Servicios
- Aparcamiento
- Equipo de Salvamento diario (2009: julio y agosto)